# 24260 Кривань
24260 Кривань (24260 Kriváň) — астероїд головного поясу, відкритий 13 грудня 1999 року.
Тіссеранів параметр щодо Юпітера — 3,361.